# Vitória (tiểu vùng)
Vitória là một tiểu vùng thuộc bang Espírito Santo, Brasil. Tiều vùng này có diện tích 1447 km², dân số năm 2007 là 1336521 người.